# 阿克頓 (蒙大拿州)
阿克頓（英語：Acton）是位於美國蒙大拿州黃石縣的普查規定居民點。

## 歷史
阿克頓的郵局於1910年設立，其後於1996年停運。

## 人口
根據2020年美國人口普查的數據，阿克頓的面積為0.62平方千米，皆為陸地。當地共有人口48人，而人口密度為每平方千米77.42人。